# 06
06 – szósty studyjny album białoruskiego zespołu rockowego N.R.M., wydany 19 maja 2007 roku. Album powstawał pod wpływem wydarzeń wiosny 2006 roku, ponadto jest to szósta z kolei w pełni premierowa płyta N.R.M., stąd jej tytuł – 06.

## Lista utworów
Teksty i muzyka autorstwa zespołu (z wyjątkiem utworu 10 – autor słów Źmicier Ciechanowicz).
| Nr  | Tytuł utworu                       | Długość |
| --- | ---------------------------------- | ------- |
| 1.  | „Nas da chalery”                   | 4:06    |
| 2.  | „Stalinhrad”                       | 3:33    |
| 3.  | „Hadziučnik”                       | 4:25    |
| 4.  | „Miensk i Minsk”                   | 4:24    |
| 5.  | „Toje, što jość pamiž nami”        | 4:27    |
| 6.  | „Palmy i biarozy”                  | 2:48    |
| 7.  | „Padvodnaja łodka”                 | 4:19    |
| 8.  | „Svabody hłytok”                   | 3:04    |
| 9.  | „Kitaj”                            | 2:38    |
| 10. | „Himn biełaruskaha rok-n-rolščyka” | 3:57    |
| 11. | „Nikoli-nikoli”                    | 4:42    |
| 12. | „Tolki dla ciabie”                 | 4:56    |
| 13. | „Nie pytaj”                        | 3:02    |
| 14. | „Mama, tata, heta ja”              | 4:15    |
|     |                                    | 54:36   |

## Twórcy
- Lawon Wolski – gitara, wokal, instrumenty klawiszowe, perkusja
- Pit Paułau – gitara, mandolina, wokal
- Juraś Laukou – gitara basowa, wokal
- Aleh Dziemidowicz – perkusja, wokal
- Julija Hłuszyckaja – wiolonczela
- Kastuś Karpowicz – puzon (utwory 5, 7)
- Adela Wolskaja, Jana Laukowa, Jan-Wincent Łucewicz, Paulina Dziemidowicz – chórki (utwór 14)